# خایمی برناندس
خایمی برناندس (اسپانیایی: Jeimy Bernárdez‎؛ زادهٔ ۳ سپتامبر ۱۹۸۶) ورزشکار دو و میدانی زن رشته‌های دو بامانع و دو سرعت اهل هندوراس است که در بازی‌های آمریکای مرکزی و مسابقات قهرمانی آمریکای مرکزی در مجموع برندهٔ ۱۰ مدال طلا، ۲ مدال نقره و ۲ مدال برنز شده‌است.